# 호시노 가쓰라

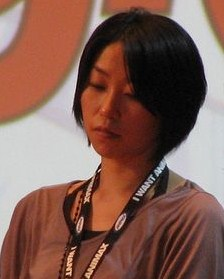
호시노 가쓰라

호시노 가쓰라(星野桂, 1980년 4월 21일 ~ )는 일본의 여성만화가이다.

## 생애 및 경력
1980년 4월 21일 일본의 시가현에서 태어났다. 형제를 즐겁게 해 주기 위한 취지로 만화를 그린 계기를 통해 2002년 'ZONE'으로 만화계에 데뷔했으며 한때 딸기 100%의 작가인 카와시타 미즈키의 어시스턴트로 활동하였다. 고교 졸업 후 도쿄로 상경하여 애니메이터로 입사하여 여기는 잘 나가는 파출소 애니 일러스트 담당을 맡았고, 2004년 디 그레이맨을 통해 인기 작가로 성장하게 되었다. 2005년과 2006년 목 부상으로 집필활동을 중단했다가 2009년 12월부터 일본의 만화잡지 점프스퀘어에서 디 그레이맨 연재를 재개하기로 하였다.

## 주요 작품
- ZONE
- 디 그레이맨

## 같이 보기
- 알렌 워커
- 칸다 유우